# Фъркрест
Фъркрест (на английски: Fircrest) е град в окръг Пиърс, щата Вашингтон, САЩ. Фъркрест е с население от 5868 жители (2000) и обща площ от 4 km². Намира се на 84 m надморска височина. ЗИП кодът му е 98466, а телефонният му код е 253.